# カントールの往復論法
数学基礎論、特に集合論とモデル理論において、カントールの往復論法（カントールのおうふくろんぽう、英：Cantor's back-and-forth method）とは、特定の条件を満たす可算無限濃度を有する構造の間に同型写像が存在することを示す論法であり、ゲオルク・カントールから命名された。
特に、以下の証明に使用される。
- カントールは、任意の 2 つの可算無限な稠密全順序集合（全順序集合であって、任意の異なる 2 つの元の間に異なる元が存在するもの）に両端が存在しない（最小元・最大元を持たない）場合、両者が順序同型であることを示すために、この論法を用いた。 全順序集合の同型は、狭義単調増加な全単射である。 従って例えば、有理数全体の集合と実代数的数全体の集合の間には、狭義単調増加な全単射が存在する。
- 原子元を有しない可算無限濃度のブール代数が互いに同型であることを証明するために、この論法を使用できる。

## 稠密全順序集合への当て嵌め
以下のとおりだとみなす。
- (A, ≦A) と (B, ≦B) は、全順序集合である。
- A、B は、最大元および最小元を有しない。
- A、B は、稠密に順序付けられている、つまり、任意の 2 元の間には他の元が少なくとも 1 つ存在する。
- A、B は、可算無限濃度である。

A、B の元を重なりなく以下のとおり列挙し、これを固定する。
A = {a1, a2, a3, …}
B = {b1, b2, b3, …}
ここで、A と B の間に、狭義単調増加な一対一対応を構成しよう。
初期状態では、A のどの要素も B の元と対応付けられていない。
(1)　i を、B の如何なる要素とも対応付けられていない ai のうちの最小の添字とする。 j を、A の如何なる要素とも対応付けられていない bj であって、かつ ai が bj と対応付けても、対応付けが狭義単調であるという要件を満たすことができるものとする。 このとき、ai と bj を対応付ける。
(2)　j を、A の如何なる要素とも対応付けられていない bj のうちの最小の添字とする。 i を、B の如何なる要素とも対応付けられていない ai であって、かつ bj が ai と対応付けても、対応付けが狭義単調であるという要件を満たすことができるものとする。 このとき、bj と ai を対応付ける。
(3)　手続き (1) に戻る。
手続き (1) と (2) で要求される選択を、実際に要件に合致しつつ行うことができるかの検証が、依然として残っている。
手続き (1) を例に取ると、以下のとおりである。
既に、A の中の ap と aq および夫々に対応する B の中の bp と bq が存在し、かつ ap ＜ ai ＜ aq および bp ＜ bq であれば、 bj は、稠密性を使って、 bp と bq の間に選ぶ。
そうでない場合には、B が 最大元も最小元も有しないという性質を使って、適当に大きいまたは小さい B の要素を選ぶ。
手続き (2) の選択も、双対的に可能である。
最後に、A と B は可算無限集合だから、この構成は、可算無限回の後に終了する。
全ての前提条件を使用しなければならないことに注意されたい。
往復せずに手続き (1) を繰り返すだけでは、結果として得られる対応が全単射にならない。